# ريجاليسيراتوبس
ريجاليسيراتوبس (Regaliceratops ) هو جنس من الديناصورات من الديناصورات ذوات القرون معنى الاسم Regaliceratops يعني وجه قرون ملكي بسبب وجهه الفريد عاش ريجاليسيراتوبس قبل حوالي 68.5 مليون سنة اي في العصر الطباشيري المتأخر تم اكتشافه في كندا.
كان يتميز هاذا الديناصور بالصفائح العظمية المنتظمة على شكل مثلثات التي تشبه نوعا ما التاج لهذا الديناصور،العينة الوحيدة التي تعرف هذا النوع هي Hellboy وهي جمجمة لفرد بالغ من هذا النوع وتم تسميتها بهذا الاسم بسبب صعوبة استخراجها و تم وصف هذا النوع سنة 2015،كان طول ريجاليسيراتوبس حوالي 5امتار ووزنه حوالي 2طن.